# Камлер, Пётр
Пётр Камлер (пол. Piotr Kamler; 1936, Варшава, Польша) — польско-французский кинорежиссёр-аниматор.

## Биография
Родился в 1936 году в Варшаве.
В 1959 году окончил Академию изящных искусств в Варшаве, после чего перебрался в Париж, где, получив стипендию, продолжил обучение в Национальной высшей школе изящных искусств. Вскоре по приезде в Париж Камлер оказался в экспериментальной студии Пьера Шеффера при O.R.T.F., где в сотрудничестве с композиторами из группы Le Groupe de recherches musicales (GRM) начал создавать короткометражные фильмы. В течение 1960-х годов это плодотворное сотрудничество приносило не меньше одного фильма в год.
В Париже Камлер жил и работал до второй половины 1980-х годов.

## Творчество
Работы Камлера характеризуют как «экспериментальную анимацию» по форме и «метафизическую фантастику» по содержанию, а самого режиссёра называют предтечей компьютерной эстетики. Сам Камлер создавал свои фильмы не на компьютере: в них отточенность движения, тщательно рассчитанная игра трёхмерных образов, блестящая и отстранённая, — результат его долгой и кропотливой, в основном одиночной ручной работы.
Экранный мир Камлера наполняют причудливые предметы и существа. В 1960-х годах он экспериментировал с разными методами анимации, включая игольчатую (Зима, 1964; частично Лабиринт, 1969) и песочную (Зелёная планета, 1966), позволяющими получить на экране различные более или менее абстрактные формы и движения. С другой стороны, в некоторых фильмах Камлера преобладают изображения узнаваемых, пусть и фантастически преображённых предметов, выполненные более традиционными методами наподобие перекладки (Запасное сердце, 1973); он также совмещал анимацию с впечаткой ч/б фотографий и live action живых актёров (Лабиринт, 1969). Но чем дальше, тем более охотно Камлер населяет свои фильмы, наряду с более или менее фантастическими существами, абстрактными трёхмерными объектами, прибегая к методам объёмной анимации. С начала 1970-х эта манера (хорошо заметная в таких работах, как Приятная катастрофа, 1970; Хронополис, 1982) становится доминирующей, порой доводя содержание фильмов до чистой или почти чистой геометрической абстракции (Дыра, 1968; Шаг, 1975; Эфемерная миссия, 1993). В последние годы Камлер занимается экспериментами в области абстрактной компьютерной анимации.
Работы Камлера заставляют вспомнить художественные особенности конструктивизма. Частое присутствие на экране простых, монолитных геометрических форм, а также повторяющихся образов и движений роднит его стиль и с минимализмом (как в изобразительном искусстве, так и в музыке). Повторение нередко образует у Камлера и структуру фильма в целом, замыкая его в кольцо, создающее впечатление, что мы видели лишь один из бесконечного множества циклов (Дыра, 1968; Шаг, 1975; Эфемерная миссия, 1993).
Камлер и сам сравнивает анимацию с музыкой, ибо анимация — это искусство движения, которое, подобно музыке, живёт лишь будучи «исполняемым» на экране. Когда в экспериментальной студии Пьера Шеффера Камлер познакомился с опытами Шеффера и Пьера Анри в области конкретной музыки, она чрезвычайно заинтересовала его, «может быть, не как художественное явление, но в особенности как метод, который в равной мере можно было приложить к анимации», имя в виду, что в конкретной музыке всякий звук может служить строительным материалом, накладываясь на другие звуки, перемешиваясь, комбинируясь с ними, образуя более сложные звуковые элементы посредством всевозможных манипуляций.
Музыкально-звуковое сопровождение играет в фильмах Камлера существенную роль. Звуковой ряд для его мультфильмов создавали французские композиторы из группы Le Groupe de recherches musicales (GRM) — авангарда французской музыки, которые в те годы активно развивали возможности конкретной и электроакустической музыки: Янис Ксенакис, Франсуа Бейль, Иво Малец, Робер Коэн-Солаль, Бернар Пармеджани, Люк Феррари. При этом мультфильмы Камлера, как правило, обходятся без речи (исключения: Зелёная планета, 1966; Паукослон, 1967 — в них звучит закадровый текст).
Все мультфильмы П. Камлера — короткометражные, самый длинный из них — «Хронополис» (1982), приближающийся к длине полнометражного фильма, имеет продолжительность 52 минуты.

## Влияние и признание
- По словам Жан-Пьера Жене, он решил заняться кино увидев в юности по телевизору фильм Камлера «Запасное сердце».[4]
- Кавалер Ордена искусств и литературы (1975).
- В 1990 году фильмы «Запасное сердце» и «Шаг» были включены в подборку «Лучшие фильмы за последние 30 лет» МКФ в Аннеси — Sélection Annecy 1990 (les meilleurs films des 30 dernières années).
- На 51-м Кинофестивале в Кракове (2011) Камлеру был вручён приз «Дракон драконов» за вклад в киноискусство.

## Избранная фильмография
- 1959 — Город / Miasto
- 1961 — Lignes et points
- 1961 — Танец / Danse
- 1964 — Зима / Hiver / Zima, 9 мин. (на музыку из «Времён года» Вивальди)
- 1965 — Tournoi
- 1966 — Зелёная планета / La planète verte, 9 мин. («Серебряный Дракон», Краков, 1966)
- 1967 — Паукослон / L’araignéléphant, 10 мин. («Приз Эмиля Коля»[фр.], 1968)
- 1968 — Дыра / Le trou, 2 мин. («Серебряный Дракон», Краков, 1968)
- 1969 — Лабиринт / Le labyrinthe, 12 мин. (Специальный приз, Мельбурн, 1972)
- 1970 — Приятная катастрофа / Delicieuse Catastrophe, 12 мин. («Приз Эмиля Коля»[фр.], 1971; Le prix d'animation, Гренобль[фр.], 1972)
- 1973 — Запасное сердце (Сердце спасения) / Coeur de secours, 9 мин. («Серебряный Дракон», Краков, 1973; Специальный приз, Аннеси, 1973; Prix de qualité CNC, 1973)
- 1975 — Шаг / Le pas, 7 мин. (Гран-при, Аннеси, 1975)
- 1982 — Хронополис[англ.] / Chronopolis, 52 мин.[3] («Лучший детский фильм», Fantafestival[англ.], 1982; Приз критики — Специальное упоминание, Fantasporto, 1983)
- 1993 — Эфемерная миссия / Une mission éphémère, 8 мин. («Лучший анимационный фильм», Марли-ле-Руа[фр.], 1994)

## DVD-издания
- DVD Piotr Kamler, à la recherche du temps  (недоступная ссылка)